# کروچینینو
کروچینینو (انگلیسی: Kruchinino) یک شهرک در شهرستان اوفیمسکی استان باشقیرستان کشور روسیه است.